# Meneses de Campos
Meneses de Campos is een gemeente in de Spaanse provincie Palencia in de regio Castilië en León met een oppervlakte van 28,21 km². Meneses de Campos telt 116 inwoners (1 januari 2016).

## Demografische ontwikkeling
Bron: INE, 1857-2011: volkstellingen